# Итоговый турнир WTA 2008 — одиночный турнир
Одиночный турнир Sony Ericsson Championships 2008 прошёл в Дохе с 4 по 9 ноября 2009 года. В нём приняли участие 10 лучших теннисисток по итогам сезона-2008.

 Винус Уильямс — победитель турнира.

## Сеяные
| 1. Елена Янкович (Полуфинал) 2. Динара Сафина (Группа) 3. Серена Уильямс (Группа, снялась из-за растяжения мышц живота) 4. Ана Иванович (Группа, снялась из-за вирусной инфекции) | 1. Елена Дементьева (Полуфинал) 2. Светлана Кузнецова (Группа) 3. Винус Уильямс (Титул) 4. Вера Звонарёва (Финал) |

## Запасные
| 1. Агнешка Радваньская (Группа, замена Иванович) | 1. Надежда Петрова (Группа, замена С. Уильямс) |

## Сетка

### Используемые сокращения
- Q (англ. qualifier, дословно — квалифицировавшийся) — победитель квалификационного турнира.
- WC (англ. wild card, уайлд-кард) — специальное приглашение от организаторов.
- LD (англ. last direct acceptance, последний прямой допуск) — игрок, находящийся последним в списке участников, попадающих напрямую в основную сетку.
- LL (англ. lucky loser, лаки-лузер) — игрок с наивысшим рейтингом из проигравших в финальном раунде квалификации, приглашённый в качестве замены поздно снявшегося игрока основной сетки.
- Rt (англ. retired, дословно — снявшийся) — отказ игрока от продолжения игры по ходу матча.
- W/O (англ. walkover, дословно — проход) — выигрыш на невыходе соперника на игру.
- SE (англ. special exempt) — специальный допуск. Используется для игроков, которые удачно сыграли на неделе, предшествовавшей турниру, и потому не могли участвовать в квалификации.
- SR (англ. special rating) — специальный рейтинг. Даётся игроку, получившему травму и выбывшему из тура не менее чем на 6 месяцев и до двух лет. В этом случае его рейтинг на время лечения травмы «замораживается» и затем после возвращения, он имеет право заявляться на несколько турниров (определяется регламентом тура), чтобы попадать на турниры своего уровня.
- PR (англ. protected ranking, дословно — защищённый рейтинг). Используется для допуска в турнир игроков, пропустивших долгое время из-за травмы и опустившихся в рейтинге.
- ALT (англ. alternate) — альтернативный игрок в сетке (замена кого-то из поздно снявшихся с турнира).
- S (англ. suspended, дословно — отложен) — матч приостановлен из-за дождя или темноты.
- D (англ. defaulted) — один из спортсменов снят с турнира за неспортивное поведение.

### Финальные раунды
|  | Полуфиналы | Полуфиналы       | Полуфиналы       | Полуфиналы       | Полуфиналы       | Полуфиналы       | Полуфиналы       | Полуфиналы | Полуфиналы | Полуфиналы |   |                | Финал          | Финал          | Финал          | Финал          | Финал          | Финал         | Финал         | Финал | Финал | Финал |
|  |            |                  |                  |                  |                  |                  |                  |            |            |            |   |                |                |                |                |                |                |               |               |       |       |       |
|  | 8          | Вера Звонарёва   | Вера Звонарёва   | Вера Звонарёва   | Вера Звонарёва   | Вера Звонарёва   | Вера Звонарёва   | 7          | 3          | 6          |   |                |                |                |                |                |                |               |               |       |       |       |
|  | 8          | Вера Звонарёва   | Вера Звонарёва   | Вера Звонарёва   | Вера Звонарёва   | Вера Звонарёва   | Вера Звонарёва   | 7          | 3          | 6          |   |                |                |                |                |                |                |               |               |       |       |       |
|  | 5          | Елена Дементьева | Елена Дементьева | Елена Дементьева | Елена Дементьева | Елена Дементьева | Елена Дементьева | 67         | 6          | 3          |   |                |                |                |                |                |                |               |               |       |       |       |
|  |            |                  |                  |                  |                  |                  |                  |            |            |            | 8 | Вера Звонарёва | Вера Звонарёва | Вера Звонарёва | Вера Звонарёва | Вера Звонарёва | Вера Звонарёва | 7             | 0             | 2     |       |       |
|  |            |                  |                  |                  |                  |                  |                  |            |            |            | 8 | Вера Звонарёва | Вера Звонарёва | Вера Звонарёва | Вера Звонарёва | Вера Звонарёва | Вера Звонарёва | 7             | 0             | 2     |       |       |
|  |            |                  |                  |                  |                  |                  |                  |            |            |            |   |                | 7              | Винус Уильямс  | Винус Уильямс  | Винус Уильямс  | Винус Уильямс  | Винус Уильямс | Винус Уильямс | 65    | 6     | 6     |
|  | 1          | Елена Янкович    | Елена Янкович    | Елена Янкович    | Елена Янкович    | Елена Янкович    | Елена Янкович    | 2          | 6          | 3          |   |                | 7              | Винус Уильямс  | Винус Уильямс  | Винус Уильямс  | Винус Уильямс  | Винус Уильямс | Винус Уильямс | 65    | 6     | 6     |
|  | 1          | Елена Янкович    | Елена Янкович    | Елена Янкович    | Елена Янкович    | Елена Янкович    | Елена Янкович    | 2          | 6          | 3          |   |                |                |                |                |                |                |               |               |       |       |       |
|  | 7          | Винус Уильямс    | Винус Уильямс    | Винус Уильямс    | Винус Уильямс    | Винус Уильямс    | Винус Уильямс    | 6          | 2          | 6          |   |                |                |                |                |                |                |               |               |       |       |       |
|  | 7          | Винус Уильямс    | Винус Уильямс    | Винус Уильямс    | Винус Уильямс    | Винус Уильямс    | Винус Уильямс    | 6          | 2          | 6          |   |                |                |                |                |                |                |               |               |       |       |       |
|  |            |                  |                  |                  |                  |                  |                  |            |            |            |   |                |                |                |                |                |                |               |               |       |       |       |

### Групповой раунд
Золотистым выделены игроки, занявшие первые два места в своих группах.

#### Белая группа
| Посев | Теннисистка                      | Елена Янкович | Ана Иванович Агнешка Радваньская | Светлана Кузнецова | Вера Звонарёва   | Матчи   | Сеты    | Геймы      | Место |
| ----- | -------------------------------- | ------------- | -------------------------------- | ------------------ | ---------------- | ------- | ------- | ---------- | ----- |
| 1     | Елена Янкович                    |               | 6–3, 6–4 (Иванович)              | 7–6(6), 6–4        | 6–2, 3–6, 4–6    | 2-1     | 5–2     | 38–31      | 2     |
| 4 ALT | Ана Иванович Агнешка Радваньская | 3–6, 4–6      |                                  | 6–2, 7–5           | 3–6, 7–6(5), 4–6 | 0-2 1-0 | 1-4 2-0 | 21-30 13-7 | - 3   |
| 6     | Светлана Кузнецова               | 6–7(6), 4–6   | 2–6, 5–7 (Радваньская)           |                    | 2–6, 3–6         | 0–3     | 0–6     | 22–38      | 4     |
| 8     | Вера Звонарёва                   | 2–6, 6–3, 6–4 | 6–3, 6–7(5), 6–4 (Иванович)      | 6–2, 6–3           |                  | 3–0     | 6–2     | 44–32      | 1     |

#### Бордовая группа
| Посев | Теннисистка                    | Динара Сафина | Серена Уильямс Надежда Петрова | Елена Дементьева | Винус Уильямс | Матчи   | Сеты    | Геймы       | Место |
| ----- | ------------------------------ | ------------- | ------------------------------ | ---------------- | ------------- | ------- | ------- | ----------- | ----- |
| 2     | Динара Сафина                  |               | 4-6, 1-6 (Уильямс)             | 2-6, 4-6         | 5–7, 3–6      | 0–3     | 0–6     | 19–37       | 3     |
| 3 ALT | Серена Уильямс Надежда Петрова | 6-4, 6–1      |                                | 4–6, 6–4, 4–6    | 7–5, 1–6, 0–6 | 1-1 0-1 | 3-2 1-2 | 20-22 14-16 | - 4   |
| 5     | Елена Дементьева               | 6–2, 6–4      | 6–4, 4–6, 6–4 (Петрова)        |                  | 4–6, 6–4, 3–6 | 2–1     | 5–3     | 41–36       | 2     |
| 7     | Винус Уильямс                  | 7–5, 6–3      | 5–7, 6–1, 6–0 (Уильямс)        | 6–4, 4–6, 6–3    |               | 3–0     | 6–2     | 46–29       | 1     |